# Barbara Zagórzanka
Barbara Zagórzanka (ur. 1938 w Kazimierzowie) – polska śpiewaczka operowa (sopran), solistka scen operowych w Bydgoszczy, Poznaniu i Warszawie.

## Życiorys
Urodziła się 1938 r. w Kazimierzowie. W 1960 r. ukończyła Szkołę Muzyczną II stopnia w Szczecinie w klasie Janiny Wyrzykowskiej, po czym została przyjęta do bydgoskiej Opery przez pierwszego dyrektora tej sceny Feliksa Kłodzińskiego, gdy instytucja otrzymała status państwowego Teatru Muzycznego Opery i Operetki. Pierwsze doświadczenia sceniczne zdobywała w Bydgoszczy. Zadebiutowała w tytułowej partii Madame Butterfly w operze G. Pucciniego (1961).
Występowała także m.in. jako Blonda w „Uprowadzenie z seraju” W.A. Mozarta (1964), Micaela w „Carmen” G. Bizeta, Tosca w operze G. Pucciniego. Jej rozwój artystyczny na bydgoskiej scenie, z którą związana była do 1967 r., postępował bardzo szybko; otrzymywała duże role zarówno w operach, jak i operetkach. W latach 60. stała się primadonną sceny bydgoskiej; była pierwszą laureatką plebiscytu bydgoskiej publiczności – „Złotej Maski”.
W 1967 r. zdobyła wysoką lokatę na Międzynarodowym Konkursie Wokalnym w Pradze i w tym roku otrzymała propozycję pracy w Teatrze Wielkim w Poznaniu. Przyjmując tę propozycję przeniosła się do Poznania, a w 1981 r. została solistką Teatru Wielkiego w Warszawie. Na bydgoskiej scenie występowała gościnnie, z okazji kolejnych jubileuszy tego teatru – 25, 30, 35 i 40-lecia, zarówno w spektaklach, jak i koncertach, galach operowych, także w nowym, budującym się gmachu nad Brdą.
Występowała na wszystkich muzycznych scenach kraju. Oklaskiwała ją publiczność Anglii (Royal Festival Hall, Londyn), Austrii (Staatsoper, Wiedeń), Belgii, Bułgarii, Czech (przez kilka sezonów w praskim Narodnim Divadle), Francji (Salle Pleyel i Palais de Congres w Paryżu oraz podczas festiwalu w La Chaise-Dieu), Hiszpanii (Auditorio National de Musica w Madrycie i Opera w Toledo), Islandii (Rejkjavik Arts Festival), Japonii (jako pierwsza europejska śpiewaczka wystąpiła w Teatrze Kabuki, Tokio), Jugosławii, Kanady, Kuby (Opera National de Cuba, Hawana) Luksemburga, Mongolii (Państwowa Opera w Ułan Bator), Niemiec, Rosji(Teatr Bolszoj, Moskwa), Rumunii, Szwajcarii (Festiwal Tibora Varga, Sion), USA (podczas tournée z Halką Moniuszki) Węgier i Włoch. Uczestniczyła w kolejnych edycjach Europejskiego Festiwalu Muzycznego; w Stuttgarcie i Londynie (1986) w Berlinie (1989 i 1990), w Wiedniu i Tokio (1990). W 1989 r. wzięła udział w dwóch wielkich galach operowych w ramach Festival de Paris oraz z okazji 750-lecia Berlina.
Za swoją twórczość otrzymała liczne nagrody i odznaczenia: Złoty Medal „Zasłużony Kulturze GLORIA ARTIS”, Krzyż Kawalerski Orderu Odrodzenia Polski, Odznaka „Zasłużony Działacz Kultury”, Dyplom Ministra Spraw Zagranicznych „za wybitne zasługi w propagowaniu kultury polskiej za granicą”, odznaka honorowa „Za Zasługi w Rozwoju Województwa Poznańskiego”. Uznana została za najpopularniejszą śpiewaczkę w Bydgoszczy i Poznaniu. Jest ulubienicą warszawskiej publiczności.
Od lat 80. mieszka w Warszawie, zajmuje się pedagogiką, jest profesorem śpiewu w jednej z tamtejszych średnich szkół muzycznych.

### Rodzina
Barbara Zagórzanka wyszła za mąż za Mieczysława Pożarskiego, byłego koordynatora pracy artystycznej w bydgoskiej operze. Jej synem był Robert Pożarski, śpiewak zajmujący się muzyką dawną. Córka, Tatiana Pożarska, również jest śpiewaczką operową.